# Naturalis ratio
Naturalis ratio è una locuzione latina per indicare la ragione naturale propria dell'essere umano, cioè la sua innata capacità al ragionamento.
Il principio della naturalis ratio si applica in particolari campi, per esempio quello giuridico: lo Ius gentium dei romani era ispirato ai principi della naturalis ratio, poiché raccoglieva le norme comportamentarie basali per una vita di società che qualunque membro dotato di intelletto potrebbe desumere da sé.
| Controllo di autorità | Thesaurus BNCF 57657 |